# Fundação Cidade de Lisboa
A Fundação Cidade de Lisboa é uma instituição cultural portuguesa, com sede Lisboa. É pessoa coletiva reconhecida como de utilidade pública pelo Ministério da Cultura.
Surgiu da iniciativa do antigo presidente da Câmara Municipal de Lisboa, Nuno Krus Abecasis e do empenhamento cidadão de vinte e três personalidades, que aceitaram o encargo de construir, valorizar e divulgar a Cidade, as suas ligações com Portugal e com outras cidades do mundo, tornando-a, cada dia mais, um grande e aberto centro de convívio e de realização pessoal, aproximando todos os falantes da língua de Camões, não só pela expressão, mas também pelos profundos sentimentos humanitários partilhados e que em todos se manifestam.

## Historial
A Fundação Cidade Lisboa é uma instituição de direito privado, constituída por escritura pública em 10 de Janeiro de 1989 e reconhecida por portaria publicada no Diário da República, II Série, nº 92, de 20 de abril de 1989;
É uma instituição de utilidade pública, por declaração publicada no Diário da República,  II Série, nº 166,  de 21 de julho de 1989;
Os seus estatutos foram publicados no Diário da República, III Série, nº 104, de 6 de maio de 1989 e posteriores alterações, no Diário da República, II Série, nº 66 de 19 de março de 1997;
As suas actividades foram reconhecidas de superior interesse cultural pelo Ministério da Cultura, estando, assim, ao abrigo da Lei do Mecenato;
É uma organização não-governamental para o desenvolvimento, reconhecida como tal pelo Instituto Português de Apoio ao Desenvolvimento;
Está representada no Conselho de Administração e de Patronos da Fundação Arpad Szénes-Vieira da Silva, no Conselho de Curadores da Fundação Manuel Cargaleiro e é membro fundador da Fundação Portugal - África;
É membro do Centro Português de Fundações, do European Foundation Centre e da Plataforma das ONGDs Portuguesas;
Tem como seu presidente honorário, S. Exa. o Presidente da República.